# محمد خوجه
محمد خوجه (عربی: محمد خوجة)؛ زادهٔ ۱۵ مارس ۱۹۸۲ یک بازیکن فوتبال اهل عربستان سعودی است.
وی همچنین در تیم ملی فوتبال عربستان سعودی بازی کرده‌است.